# 人は夢を二度見る
「人は夢を二度見る」（ひとはゆめをにどみる）は、日本の女性アイドルグループ乃木坂46の楽曲。2023年3月29日に乃木坂46の32作目のシングルとしてN46Div.から発売された。秋元康が作詞、松尾一真が作曲した。楽曲のセンターポジションは久保史緒里と山下美月が務めた。

## 背景とリリース
CDシングルの発売は前作『ここにはないもの』以来、約3か月ぶり。
初回仕様限定盤Type-A・B・C・D、通常盤の5形態での発売。初回仕様限定盤各TypeにはBlu-rayが付属され、全国イベント参加券orスペシャルプレゼント応募券と、生写真1枚が封入されている。
当初は3月22日に発売予定となっていたが、制作の都合により3月29日に変更された。初解禁は3月8日放送のニッポン放送『乃木坂46のオールナイトニッポン』、テレビ初披露は3月18日放送のNHK総合『Venue101』。

## アートワーク
| Type-A 表 | 久保史緒里・山下美月                                                                         |
| Type-B 表 | 井上和・遠藤さくら・賀喜遥香                                                                 |
| Type-C 表 | 菅原咲月・田村真佑・与田祐希                                                                 |
| Type-D 表 | 梅澤美波・川﨑桜・筒井あやめ                                                                 |
| 通常盤 表 | 五百城茉央・一ノ瀬美空・岩本蓮加・金川紗耶・佐藤璃果・柴田柚菜・早川聖来・松尾美佑・弓木奈於 |

ジャケット写真は、スタジオを美術倉庫に見立て、大小様々なオブジェクトをカラフルに彩られたメンバーと共に撮影することで、期待とワクワク感の詰まった、ポップでアートなデザインを目指した。アートディレクターはYAR：我妻晃司が、フォトグラファーは間仲宇が担当した。

## チャート成績
オリコン調べによると本作は初週51.7万枚を売り上げ、2023年4月10日付のオリコン週間シングルランキングで初登場1位を獲得した。これで、2012年5月14日付の『おいでシャンプー』から31作連続・通算31作目の同ランキング1位獲得となった。また、初週売上の51.7万枚は同ランキングでの女性アーティスト2023年度最高初週売上と、同年度初の女性アーティストによる初週売上50万枚超えを記録した。

## ミュージック・ビデオ
人は夢を二度見る
監督：丸山健志、振付：yurinasia
2月末から3月上旬にかけて静岡県熱海市のMOA美術館や新宿ゴールデン街、埼玉県、都内スタジオなどで撮影された。夢を見られなくなっていた人間が、誰かと出会い仲間になることで、未来に希望や楽しさを持てるようになることをテーマとしている。
僕たちのサヨナラ
監督：頃安祐良
1月中旬に岡山県勝田郡奈義町の奈義町現代美術館などで撮影された。今作で卒業する秋元真夏にこれまでの活動を写真展にして振り返ってもらうという内容で、インサートされる写真は秋元本人が持っている写真を使用したが、写真展に飾られた写真は本人に全く知らされておらず、実際にその場で初めて見た様子が収録されている。
心にもないこと
監督：東市篤憲、振付：松岡篤志（Acchan）、振付監修：田中文人、衣装：尾内貴美香
2月上旬に山梨県のスタジオなどで撮影された。日常とアートの融合をコンセプトに制作し、ジャン・プルーヴェやイサム・ノグチなどのヴィンテージの椅子を使用するなど、美術セットにこだわったMVになっている。
さざ波は戻らない
監督：瀬里義治
2月中旬に茨城県で撮影された。コンセプトは「円」で、メンバーそれぞれが循環していく関係性であることを構成したMVとなっている。

## メディアでの使用
人は夢を二度見る
菓匠三全「乃木坂46 久保史緒里の宮城・仙台 旅しおり」CMソング。
Never say never
プロ野球eスポーツリーグ『eBASEBALLプロスピAリーグ』（スピリーグ）2023シーズン 大会応援ソング

## シングル収録トラック

### Type-A
| #         | タイトル                                | 作詞      | 作曲         | 編曲               | 時間  |
| --------- | --------------------------------------- | --------- | ------------ | ------------------ | ----- |
| 1.        | 「人は夢を二度見る」                    | 秋元康    | 松尾一真     | APAZZI             | 5:43  |
| 2.        | 「僕たちのサヨナラ」                    | 秋元康    | かわいえいじ | かわいえいじ       | 4:03  |
| 3.        | 「心にもないこと」                      | 秋元康    | 杉山勝彦     | 杉山勝彦、石原剛志 | 4:03  |
| 4.        | 「人は夢を二度見る ～off vocal ver.～」 |           | 松尾一真     | APAZZI             | 5:43  |
| 5.        | 「僕たちのサヨナラ ～off vocal ver.～」 |           | かわいえいじ | かわいえいじ       | 4:03  |
| 6.        | 「心にもないこと ～off vocal ver.～」   |           | 杉山勝彦     | 杉山勝彦、石原剛志 | 4:01  |
| 合計時間: | 合計時間:                               | 合計時間: | 合計時間:    | 合計時間:          | 27:36 |

| #  | タイトル                           | 作詞 | 作曲・編曲 | 監督           |
| -- | ---------------------------------- | ---- | ---------- | -------------- |
| 1. | 「五百城茉央：いおき PHASE7」      |      |            | 頃安祐良       |
| 2. | 「池田瑛紗：デュエル」             |      |            | いしいかつあき |
| 3. | 「一ノ瀬美空：みーきゅん、キュン」 |      |            | まつおゆきこ   |
| 4. | 「井上和：One Day Session 001」    |      |            | 東市篤憲       |

### Type-B
| #         | タイトル                                | 作詞      | 作曲         | 編曲         | 時間  |
| --------- | --------------------------------------- | --------- | ------------ | ------------ | ----- |
| 1.        | 「人は夢を二度見る」                    | 秋元康    | 松尾一真     | APAZZI       | 5:43  |
| 2.        | 「僕たちのサヨナラ」                    | 秋元康    | かわいえいじ | かわいえいじ | 4:03  |
| 3.        | 「黄昏はいつも」                        | 秋元康    | 渡辺淳       | 渡辺淳       | 4:15  |
| 4.        | 「人は夢を二度見る ～off vocal ver.～」 |           | 松尾一真     | APAZZI       | 5:43  |
| 5.        | 「僕たちのサヨナラ ～off vocal ver.～」 |           | かわいえいじ | かわいえいじ | 4:03  |
| 6.        | 「黄昏はいつも ～off vocal ver.～」     |           | 渡辺淳       | 渡辺淳       | 4:14  |
| 合計時間: | 合計時間:                               | 合計時間: | 合計時間:    | 合計時間:    | 28:01 |

| #  | タイトル                                 | 作詞 | 作曲・編曲 | 監督         |
| -- | ---------------------------------------- | ---- | ---------- | ------------ |
| 1. | 「岡本姫奈：僕は今を、」                 |      |            | いしだももこ |
| 2. | 「小川彩：彩は、ただ手をつなぎたいだけ」 |      |            | 藤野大作     |
| 3. | 「奥田いろは：きっかけ」                 |      |            | 高野寛地     |
| 4. | 「川﨑桜：SAKURA ONE CUT」               |      |            | 月田茂       |

### Type-C
| #         | タイトル                                | 作詞      | 作曲         | 編曲         | 時間  |
| --------- | --------------------------------------- | --------- | ------------ | ------------ | ----- |
| 1.        | 「人は夢を二度見る」                    | 秋元康    | 松尾一真     | APAZZI       | 5:43  |
| 2.        | 「僕たちのサヨナラ」                    | 秋元康    | かわいえいじ | かわいえいじ | 4:03  |
| 3.        | 「Never say never」                     | 秋元康    | ナスカ       | the Third    | 3:21  |
| 4.        | 「人は夢を二度見る ～off vocal ver.～」 |           | 松尾一真     | APAZZI       | 5:43  |
| 5.        | 「僕たちのサヨナラ ～off vocal ver.～」 |           | かわいえいじ | かわいえいじ | 4:03  |
| 6.        | 「Never say never ～off vocal ver.～」  |           | ナスカ       | the Third    | 3:20  |
| 合計時間: | 合計時間:                               | 合計時間: | 合計時間:    | 合計時間:    | 26:13 |

| #  | タイトル                               | 作詞 | 作曲・編曲 | 監督       |
| -- | -------------------------------------- | ---- | ---------- | ---------- |
| 1. | 「菅原咲月：何も知らないくせに（笑）」 |      |            | 上田希     |
| 2. | 「冨里奈央：My Rabbit Jump」           |      |            | 大久保拓朗 |
| 3. | 「中西アルノ：NO MORE! 映画アルノ」    |      |            | 伊藤衆人   |

### Type-D
| #         | タイトル                                | 作詞      | 作曲         | 編曲         | 時間  |
| --------- | --------------------------------------- | --------- | ------------ | ------------ | ----- |
| 1.        | 「人は夢を二度見る」                    | 秋元康    | 松尾一真     | APAZZI       | 5:43  |
| 2.        | 「僕たちのサヨナラ」                    | 秋元康    | かわいえいじ | かわいえいじ | 4:03  |
| 3.        | 「さざ波は戻らない」                    | 秋元康    | 伊藤心太郎   | APAZZI       | 4:07  |
| 4.        | 「人は夢を二度見る ～off vocal ver.～」 |           | 松尾一真     | APAZZI       | 5:43  |
| 5.        | 「僕たちのサヨナラ ～off vocal ver.～」 |           | かわいえいじ | かわいえいじ | 4:03  |
| 6.        | 「さざ波は戻らない ～off vocal ver.～」 |           | 伊藤心太郎   | APAZZI       | 4:06  |
| 合計時間: | 合計時間:                               | 合計時間: | 合計時間:    | 合計時間:    | 27:45 |

| #  | タイトル                            | 作詞 | 作曲・編曲 | 監督 |
| -- | ----------------------------------- | ---- | ---------- | ---- |
| 1. | 「アンダー」                        |      |            |      |
| 2. | 「明日がある理由」                  |      |            |      |
| 3. | 「届かなくたって…」                 |      |            |      |
| 4. | 「悪い成分」                        |      |            |      |
| 5. | 「Before＆After of アンダーライブ」 |      |            |      |

### 通常盤
| #         | タイトル                                | 作詞      | 作曲             | 編曲         | 時間  |
| --------- | --------------------------------------- | --------- | ---------------- | ------------ | ----- |
| 1.        | 「人は夢を二度見る」                    | 秋元康    | 松尾一真         | APAZZI       | 5:43  |
| 2.        | 「僕たちのサヨナラ」                    | 秋元康    | かわいえいじ     | かわいえいじ | 4:03  |
| 3.        | 「涙の滑り台」                          | 秋元康    | 福田貴史、3grass | 福田貴史     | 3:47  |
| 4.        | 「人は夢を二度見る ～off vocal ver.～」 |           | 松尾一真         | APAZZI       | 5:43  |
| 5.        | 「僕たちのサヨナラ ～off vocal ver.～」 |           | かわいえいじ     | かわいえいじ | 4:03  |
| 6.        | 「涙の滑り台 ～off vocal ver.～」       |           | 福田貴史、3grass | 福田貴史     | 3:46  |
| 合計時間: | 合計時間:                               | 合計時間: | 合計時間:        | 合計時間:    | 27:05 |

### Special Edition
| 全作詞: 秋元康。 |                      |           |                  |                    |      |
| #                | タイトル             | 作詞      | 作曲             | 編曲               | 時間 |
| 1.               | 「人は夢を二度見る」 | 秋元康    | 松尾一真         | APAZZI             | 5:43 |
| 2.               | 「僕たちのサヨナラ」 | 秋元康    | かわいえいじ     | かわいえいじ       | 4:03 |
| 3.               | 「心にもないこと」   | 秋元康    | 杉山勝彦         | 杉山勝彦、石原剛志 | 4:03 |
| 4.               | 「黄昏はいつも」     | 秋元康    | 渡辺淳           | 渡辺淳             | 4:15 |
| 5.               | 「Never say never」  | 秋元康    | ナスカ           | the Third          | 3:21 |
| 6.               | 「さざ波は戻らない」 | 秋元康    | 伊藤心太郎       | APAZZI             | 4:07 |
| 7.               | 「涙の滑り台」       | 秋元康    | 福田貴史、3grass | 福田貴史           | 3:47 |
| 合計時間:        | 合計時間:            | 合計時間: | 合計時間:        | 29:19              |      |

## 歌唱メンバー

### 人は夢を二度見る
（センター：久保史緒里、山下美月）
- 3列目：佐藤璃果、金川紗耶、早川聖来、一ノ瀬美空、松尾美佑、 五百城茉央、岩本蓮加、弓木奈於、柴田柚菜
- 2列目：菅原咲月、田村真佑、与田祐希、井上和、梅澤美波、筒井あやめ、川﨑桜
- 1列目：賀喜遥香、久保史緒里、山下美月、遠藤さくら

久保史緒里が表題曲初センター、山下美月が26thシングル「僕は僕を好きになる」以来6作ぶり2度目のセンターを務める。二人は「くぼした」の愛称で親しまれている。表題曲Wセンターは19thシングル「いつかできるから今日できる」以来13作ぶり5度目。選抜メンバーは前作より2人多い20人で、福神は前作と同じ11人（十一福神）。前作の選抜メンバーからは、卒業した齋藤飛鳥、秋元真夏、鈴木絢音が不参加で、阪口珠美、林瑠奈を除く全メンバーが今作でも選抜入りしている。4期生の佐藤璃果、松尾美佑と5期生の五百城茉央、一ノ瀬美空、井上和、川﨑桜、菅原咲月が初選抜となり、井上、川﨑、菅原は初福神となった。前述通り齋藤、秋元、鈴木の卒業によって初めて3期以下による表題曲となった。

### 僕たちのサヨナラ
（センター：秋元真夏）
- 1期生：秋元真夏
- 2期生：鈴木絢音
- 3期生：伊藤理々杏、岩本蓮加、梅澤美波、久保史緒里、阪口珠美、佐藤楓、中村麗乃、向井葉月、山下美月、吉田綾乃クリスティー、与田祐希
- 4期生：遠藤さくら、賀喜遥香、金川紗耶、北川悠理、黒見明香、佐藤璃果、柴田柚菜、清宮レイ、田村真佑、筒井あやめ、早川聖来、林瑠奈、松尾美佑、矢久保美緒、弓木奈於
- 5期生：五百城茉央、池田瑛紗、一ノ瀬美空、井上和、岡本姫奈、小川彩、奥田いろは、川﨑桜、菅原咲月、冨里奈央、中西アルノ

2月22日から26日に横浜アリーナで開催された『11th YEAR BIRTHDAY LIVE』に参加した全メンバーによる楽曲。

### 心にもないこと
（センター：池田瑛紗）
- 五百城茉央、池田瑛紗、一ノ瀬美空、井上和、岡本姫奈、小川彩、奥田いろは、川﨑桜、菅原咲月、冨里奈央、中西アルノ

5期生による楽曲。

### 黄昏はいつも
- 遠藤さくら、井上和[9]

### Never say never
- 久保史緒里、向井葉月、金川紗耶、黒見明香、柴田柚菜[9]

野球好きなメンバーによる楽曲。「試合」「チェンジ」「ホームラン」「グラウンド」など野球を連想するワードが歌詞に出てくる。

### さざ波は戻らない
（センター：伊藤理々杏、林瑠奈）
- 3期生：伊藤理々杏、阪口珠美、佐藤楓、中村麗乃、向井葉月、吉田綾乃クリスティー
- 4期生：黒見明香、北川悠理、清宮レイ、林瑠奈、矢久保美緒
- 5期生：池田瑛紗、岡本姫奈、小川彩、奥田いろは、冨里奈央、中西アルノ

アンダーメンバーによる楽曲。伊藤理々杏は初のアンダーセンター（アンダー以外では3期生楽曲『僕の衝動』以来2度目のセンター）。林瑠奈は初のアンダーセンターで自身初のセンター曲となり、4期生初のアンダーセンターとなった。清宮レイ、5期生は初のアンダー入り。

### 涙の滑り台
- 岩本蓮加、筒井あやめ、小川彩

3期生・4期生・5期生の各最年少メンバーによるユニット曲。